# 毛利国王运动
毛利国王运动是1850年代，部分新西兰毛利人“伊维”（部落）在北岛中部发起的运动，旨在创造一个类似于英国君主的角色，从而为毛利人与欧洲人平等对话提供一种途径，以阻止毛利人的土地的外流。它拥有自己的旗帜、报纸、银行、议员、法官和执法人员，新西兰殖民政府将其视为对英国君主的权威的挑战，这也促使了1863年英军对怀卡托地区的入侵，部分原因是要削弱毛利国王运动的权力和影响力。1864年，毛利国王运动的支持者在奥拉考战役中败北后，撤退到纳提马尼阿波托部落地区，该地区因此被称为“国王地区”。
第一任毛利国王波塔陶·特·费罗费罗于1858年加冕。毛利君主制原则上是非世袭的，尽管自波塔陶·特·费罗费罗以来，每位君主都是前任君主的子女。第八任君主是雅瓦伊·霍诺·伊·特·波，于2024年9月当选并加冕。
毛利国王在新西兰政府之外以非宪定性质行使职权，没有明确的法律或司法权力。现任国王仍然保持几个部落的最高酋长职位，尤其是在泰努伊部落内，拥有一定的影响力。尽管一些主要部落，如图霍埃、雅蒂波罗乌和最大的部落雅普希并未加入该运动，但毛利国王的影响在毛利人社区中仍广泛存在。毛利国王运动的总部设在纳鲁阿瓦希亚镇的图朗阿瓦埃瓦埃“马拉埃”（会堂）。

## 历任毛利君主
1. 波塔陶·特·费罗费罗（英语：Pōtatau Te Wherowhero）（1858年6月—1860年6月25日在位）
2. 塔菲奥（英语：Tāwhiao）（1860年6月25日—1894年8月26日在位）
3. 马胡塔·塔菲奥（英语：Mahuta Tāwhiao）（1894年8月26日—1912年11月9日在位）
4. 特·拉塔（英语：Te Rata）（1912年11月24日—1933年10月1日在位）
5. 科罗基（英语：Korokī）（1933年10月8日—1966年5月18日在位）
6. 特·阿塔伊朗伊卡胡（英语：Te Atairangikaahu）（1966年5月23日—2006年8月15日在位）
7. 图赫伊蒂亚（英语：Tūheitia）（2006年8月21日—2024年8月30日在位）
8. 雅瓦伊·霍诺·伊·特·波（英语：Ngā Wai Hono i te Pō）（2024年9月5日至今在位）